# Xã Gilbert, Quận Hand, South Dakota
Xã Gilbert (tiếng Anh: Gilbert Township) là một xã thuộc quận Hand, tiểu bang Nam Dakota, Hoa Kỳ. Năm 2010, dân số của xã này là 33 người.